# Calle Knez Mihailova

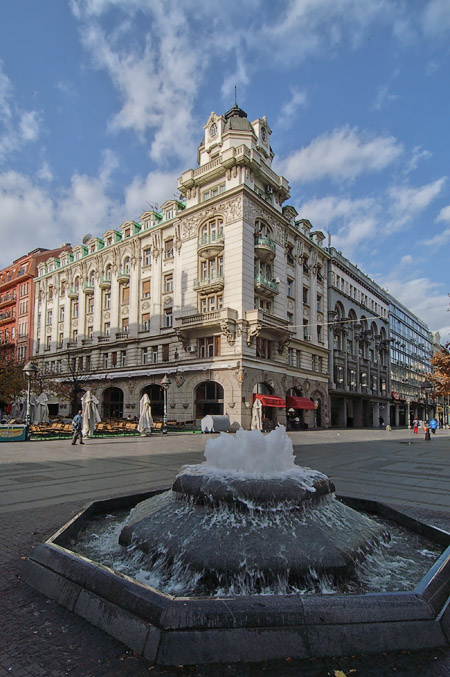
Esquina de la Calle Knez Mihailova, con el restaurante "Ruski car"

La Calle Knez Mihailova o Calle del Príncipe Miguel (en serbio: Улица кнез Михаилова, Ulica knez Mihailova) es la calle peatonal principal de Belgrado, Serbia,  protegida por ley como uno de los monumentos más antiguos y valiosos de la ciudad. Llamada así en honor a Miguel III Obrenović, príncipe de Serbia, contiene muchos edificios y mansiones imponentes construidos a finales de la década de 1870.
La calle tiene 1 km de longitud y fue declarada Unidad espacial de gran importancia histórica-cultural en 1979, protegida por la República de Serbia.

## Historia

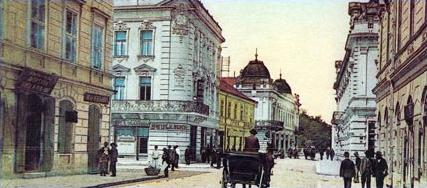
La Calle Knez Mihailova en el.

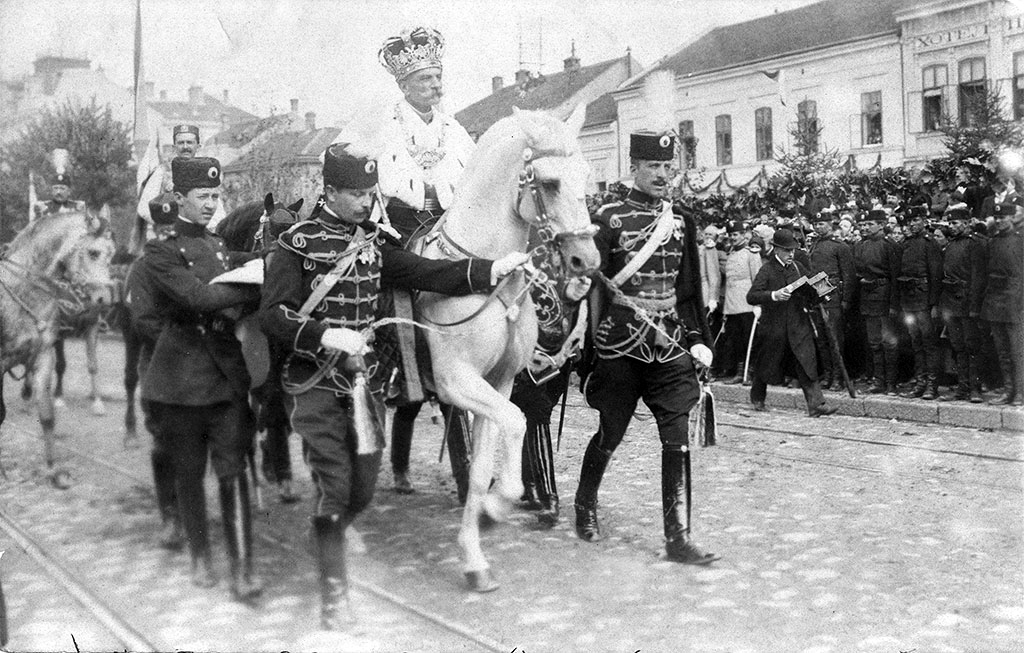
El rey Pedro I tras su coronación en 1904, en la Calle Knez Mihailova.

La calle sigue el plano de la ciudad romana de Singidunum. Durante la ocupación otromana había jardines, fuentes potables y mezquitas en la calle. A mediados del siglo XIX, la parte superior de la calle bordeaba el jardín de Alejandro Karađorđević. Tras la aplicación del plan de regulación de Belgrado (1867), de Emilijan Josimović, la calle adquirió pronto su apariencia y arquitectura actual. Las familias más influyentes y ricas de la sociedad de Belgrado construyeron aquí sus casas. En 1870, las autoridades de la ciudad llamaron oficialmente a la calle Ulica Kneza Mihaila (Calle del Príncipe Miguel).

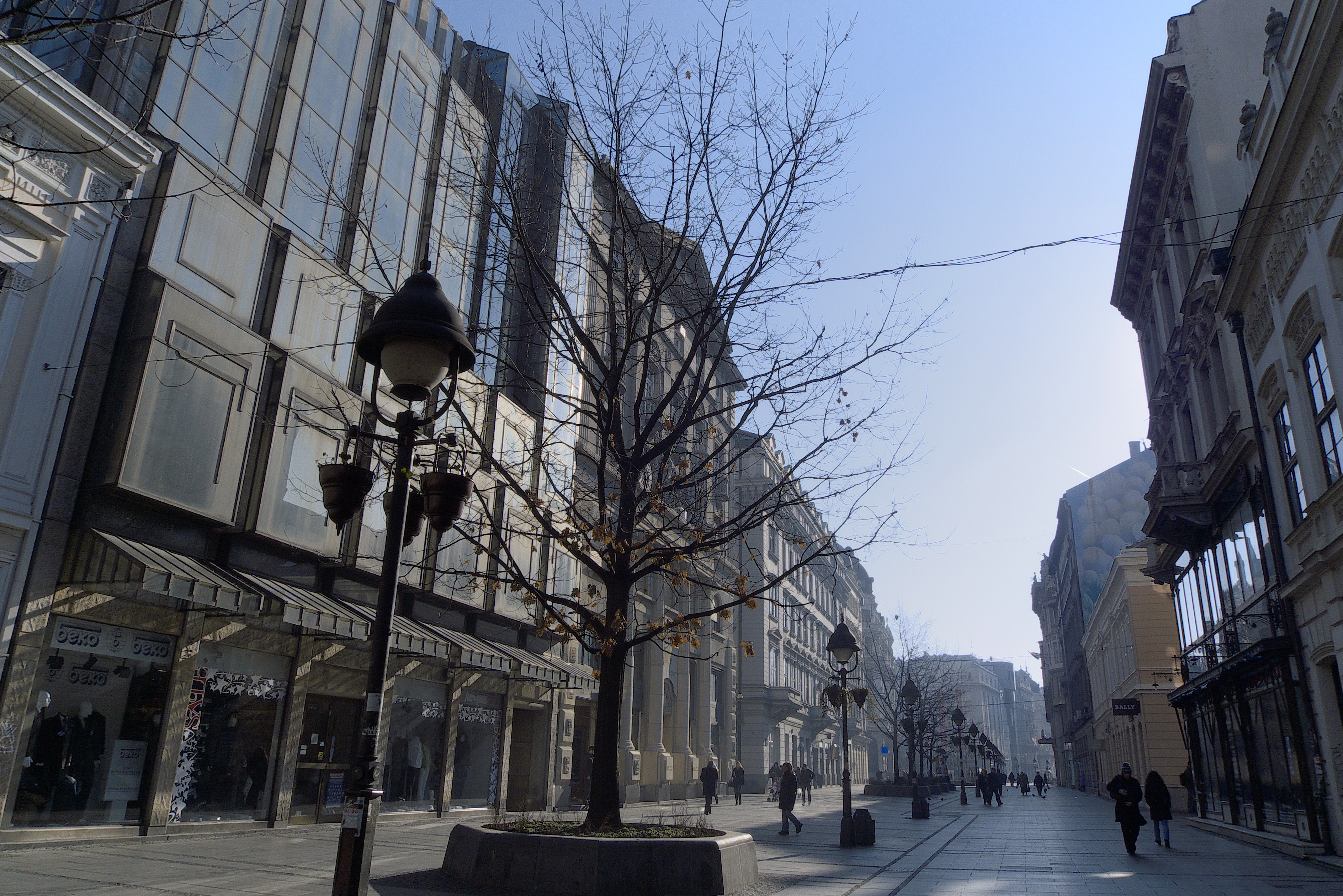
Parte inferior de la Calle Knez Mihailova

### Edificios famosos
- El Srpska Kruna Hotel, situado en el 56 de la Calle Knez Mihailova, fue construido en 1869 en estilo romántico, como el hotel más moderno de la ciudad. Entre 1945 y 1970 se situaba en este edificio la Biblioteca Nacional de Serbia. En la actualidad alberga la Biblioteca de la Ciudad de Belgrado.

- La Casa de Marko Stojanović, 53-55 de la Calle Knez Mihailova, construida en 1889 como la casa privada del abogado Marko Stojanović, en estilo renacentista. La Academia de Bellas Artes, fundada en 1937, estaba en el edificio pero ahora está ocupado por la Galería de la Academia.

- La manzana de viviendas particulares, 46, 48 y 50 de la Calle Knez Mihailova, construidas en la década de 1870, representó el abandono de la arquitectura tradicional "balcánica". Todos estos edificios se diseñaron con el mismo estilo, un estilo de transición entre el romántico y el renacentista. La manzana consta de tres edificios:
  - La Casa de Hristina Kumanudi, en el 50 de la Calle Knez Mihailova, construida en 1870 en la intersección de las calles Kneza Mihaila y Dubrovačka (en la actualidad Rey Pedro) por el comerciante y banquero serbio de origen griego Jovan Kumanudi que también fue un importante inversor y promotor inmobiliario. Antes de que se construyera, se demolió una casa de una planta (la residencia privada de Jovan Kumanudi, que también albergaba una tienda). Kumanudi llamó el nuevo edificio en honor a su mujer Hrisanta, también conocida como Hristina. Durante algunos años a finales del siglo XIX, albergó las oficinas del Banco Serbio-Francés, y posteriormente los consulados de Bélgica y Gran Bretaña. Posteriormente, el edificio fue adquirido por Nikola D. Kiki (1841-1918), comerciante belga de origen aromún. En su testamento, cedió el edificio (junto con otras dos propiedades en la ciudad) a la organización llamada Beogradska trgovačka omladina (Jóvenes Comerciantes de Belgrado) con la condición de que se usaran los fondos generados por las propiedades para crear un hospital llamado Nikola y Evgenija Kiki, que ofrecería ayuda médica y servicios a los comerciantes pobres y oprimidos. Entre 1937 y 1940, se construyó el hospital en el 9 de la Calle Zvečanska.
  - Kristina Mehana, situado en el 48 de la Calle Knez Mihailova, construido en 1869 como un edificio administrativo-comercial en el que los hermanos Krstić abrieron un hotel con el mismo nombre, y donde se celebraron las reuniones de la Asamblea de la Ciudad de Belgrado hasta la construcción del edificio propio de la Asamblea. En la actualidad, el edificio alberga oficinas del Movimiento del Renacimiento Serbio (SPO), la tienda de ropas Mona, la tienda de libros Plato, y desde 2004 el restaurante Via del Gusto.
  - La Casa de Veljko Savić, situada en el 46 de la Calle Knez Mihailova, construida en 1869 como una casa residencial con tiendas. Sufrió muchos cambios desde su apariencia original.

- El Edificio de la Academia de las Artes y de las Ciencias de Serbia, situado en el 35 de la Calle Knez Mihailova, construido entre 1923 y 1924, según el proyecto de 1912 de Dragutin Đorđević y Andra Stevanović, en estilo académico, con elementos secesionistas. El edificio alberga la Biblioteca de la Academia, una de las más ricas de Belgrado, el Archivo de la Academia, con muchos documentos sobre la historia de Serbia, la Galería de la Academia en la planta baja, con una sala especial de lectura, una tienda de libros y una tienda de antigüedades.

- La Fundación Nikola Spasić, 33 de la Calle Knez Mihailova, construido en 1889, según los diseños del arquitecto Konstantin Jovanović en estilo renacentista, como la casa del comerciante belgradense Nikola Spasić (1840-1916).

- El Pasaje Nikola Spasić, 19 de la Calle Knez Mihailova, construido en 1912 en estilo secesión.

- La cafetería Grčka kraljica (Reina Griega), 51 de la Calle Knez Mihailova, construida en 1835 en estilo académico. Es uno de los edificios conservados más antiguos del casco histórico de Belgrado, contenía originalmente una posada llamada Despotov Han hasta que lo compró Jovan Kumanudi y cambió su nombre a Kod Grčke kraljice (Reina Griega).

- Cafetería y restaurante Ruski car (Emperador Ruso), construido en 1926 en estilo académico.

- Hotel Russia, 38 de la Calle Knez Mihailova, construido en 1870 y anexado en 1920. Actualmente alberga oficinas de la empresa "Rudnap".

## En la actualidad

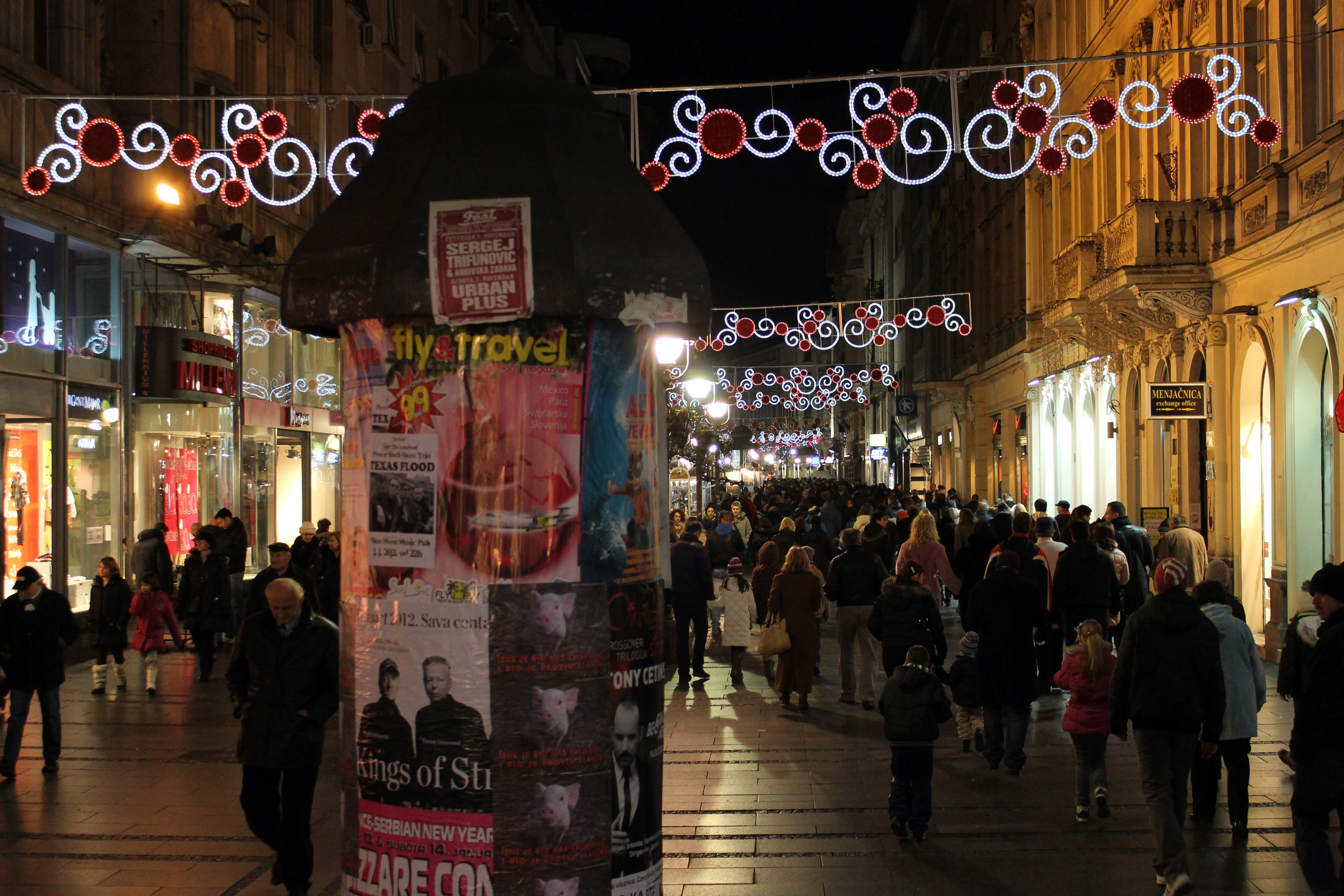
La Calle Knez Mihailova de noche (enero de 2012)

Knez Mihailova es un punto de encuentro común para los belgradenses. Se considera una de las zonas peatonales más bonitas de Europa del Este y es un bullicio constante de gente y turistas. Miles de personas pasean por la calle todos los días porque es el camino más corto entre Terazije y el parque y fortaleza de Kalemegdan.
La calle contiene la Academia de las Artes y de las Ciencias de Serbia (SANU), el Instituto Cervantes, el Goethe-Institut, la Alliance française, y muchas otras tiendas y cafeterías. 

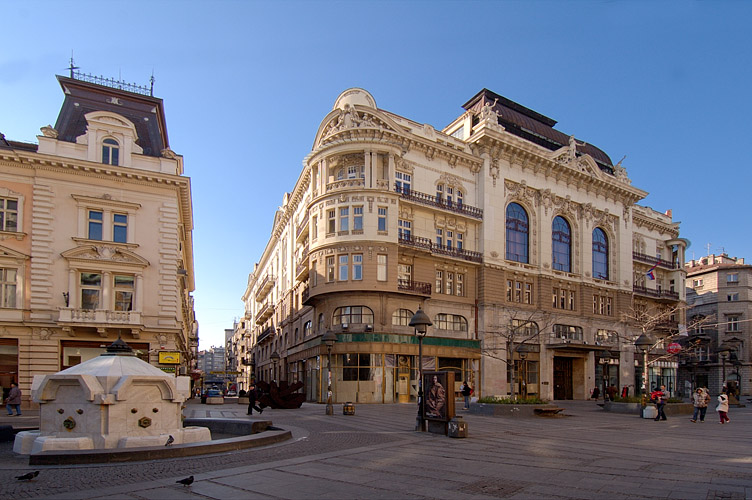
Academia de las Artes y de las Ciencias de Serbia, con sede en Knez Mihailova

En diciembre de 2006, la revista BusinessWeek consideró a la calle como uno de los mejores lugares para hacer compras de Navidad de Europa. Se pueden encontrar marcas de ropa internacionales como Mango, Zara, Gap, Nike, Replay, Diesel, Terranova, Sephora, New Look, Swarovski, Cesare Paciotti, Tally Weijl, Miss Sixty, Bata, Bally, Aldo, Adidas, Vapiano, Monsoon Accessorize y muchas más.
Además, en Knez Mihailova se sitúan las oficinas representativas de varias aerolíneas, como Aeroflot, FlyDubai, Emirates Airline, Qantas, Turkish Airlines y Air France.
En términos de valor inmobiliario, la Calle Knez Mihailova y sus alrededores es una de las zonas más caras de Belgrado. La última confirmación de esto sucedió a finales de noviembre de 2007, cuando se vendió una parcela de 485m² de la empresa estatal Jugoexport por € 15 millones, que equivale a unos € 32 000 por metro cuadrado.